# Marinowci (obwód Gabrowo)
Marinowci (bułg. Мариновци) – dawna wieś, od 23 marca 2013 roku podlegająca administracyjnie pod obszar wsi Mleczewo, w środkowej Bułgarii, w obwodzie Gabrowo, w gminie Sewliewo. Według danych Narodowego Instytutu Statystycznego, 31 grudnia 2011 roku miejscowość liczyła 34 mieszkańców.